# Алессандра Сюбле
Алессандра Сюбле (фр. Alessandra Sublet; зареєстрована як Александра Сюбле; нар. 5 жовтня 1976, Ліон, Франція) — французька радіо- та телеведуча. З вересня 2009 до червня 2013 року вела щоденну телевізійну програму «C à vous» на France 5.

## Молодість й освіта
Народилася в Ліоні, донька Жоеля Сюбле, колишнього футболіста ліонського «Олімпіка» 1970-х років. Вона двоюрідна сестра футболіста Віллі Саньоля. У дитинстві підготувала курс спортивного вивчення класичного танцю в школі Алена Астіє в Ліоні та намагалася приєднатися до Паризької опери, але їй відмовили через зріст (1,60 м). Після отримання ступеня бакалавра вона вивчала комунікації й аудіовізуальні засоби в ISCPA у Ліоні.

## Телевізійна кар'єра
2003 року почала працювати на Match TV ведучою «J'y étais» і на TF1 вела «Combien ça coûte?». З 2004 до 2006 рік вела «La Matinale» на Canal+. З вересня 2007 до червня 2008 року була співведучою «Le Grand Morning» на RTL2.
2006 року приєдналася до каналу М6.. У вересні замінила ведучу Віржині Ефіру, на програмі «Classé Confidentiel». У листопаді 2006, 2007 і 2008 років вона була ведучою трьох перших сезонів «La France a uncroyable talent». У грудні 2006 року вела другий сезон «L'amour est dans le pré» (французька версія «Фермер хоче дружину»), замінивши вагітну Веронік Муньє. У 2007 році вона була ведучою «Nouvelle Star, ça continue», продовження програми «Nouvelle Star» від M6, що транслювалась ввечері на W9. У серпні 2008 року брала участь у рекламі парфумів Magnifique, нового аромату Lancôme, яка транслювалася в прямому ефірі на M6 з Музею Родена.
Залишила M6 у червні 2009 року і приєдналася до групи каналів France Télévisions. У вересні 2009 року почала вести щоденну телепрограму «C à vous» на France 5. У грудні 2009 року була співведучою телемарафону на France 2 разом з Сірілом Хануною. У січні 2010 року разом з іншими ведучими France Télévisions вела шоу, присвячене допомозі жертвам землетрусу на Гаїті 2010 року, яке транслювалося на France 2.
З квітня 2011 року була ведучою «Les grandes voix du Sidaction» на France 2. У травні 2012 року через декретну відпустку її замінили на «C à vous». Вона повернулася у вересні 2012 року, але у травні 2013 року оголосила, що не буде вести наступний сезон і ведучою нових випусків стала Анн-Софі Лапікс. З вересня 2013 року вела щомісячну програму «Fais-moi une place» на France 5, в якій знаменитості представляють місця, де вони люблять проводити час.
З січня 2014 року була ведучою музичної програми «Tenue de soirée exigée» на France 2. Перший ефір був присвячений крунерам. У жовтні 2014 року вона почала вести ток-шоу «Un soir à la Tour Eiffel», знімання якого проходили на другому поверсі Ейфелевої вежі. Трансляція програми завершилася у червні 2015 року.
У вересні 2015 року приєдналася до TF1, на якому вела розважальні програми та розробляла нові формати, Була ведучою передачі «Stars à domicile», яка вже виходила з лютого 2001 до квітня 2004 року з Флаві Фламан у ролі ведучої. 4 грудня 2015 року вела ювілейний концерт на честь 30-річчя АккорГотелс Арена на TF1, куди запросили понад як 50 співаків.
8 січня 2016 року була співведучою програми «La Grande Histoire de la Télévision — les 40 ans de l'Ina», створеної Артуром, випуск ретроспективи про 40 років в історії телебачення через архівні фотографії та спогади близько двадцяти телеведучих усіх поколінь. З березня 2016 року вела на TF1 ток-шоу «Action ou Vérité». 9 червня 2016 року вела відкриття Євро-2016 наживо з Марсового поля за участю відомих французьких і міжнародних знаменитостей.
З 2018 року вела французьке ток-шоу «C'est Canteloup» з Ніколя Кантелупом.

## Радіокар'єра
1997 року почала працювати на радіо Nostalgie, а потім на каналі MTV у Нью-Йорку. Після повернення до Франції приєдналася до Radio Nova у 2000 році та FG DJ Radio у 2003 році.
У вересні 2010 року приєдналася до радіо France Inter і вела щонедільну ранкову програму «Je hais les dimanches». У лютому 2011 року залишила France Inter заради телекар'єри.
У вересні 2014 року почала вести «Petit dimanche entre amis» на Europe 1. За рік вона залишила радіостанцію і зосередилась на роботі на France Télévisions.

## Особисте життя
У квітні 2008 року одружилася, і розлучилася у червні 2009 року. Народила дівчинку Чарлі 28 червня 2012 року від стосунків з Клеманом Місересом, кіно- та телепродюсером. Вони одружилися того ж року. У серпні 2014 року народила другу дитину, хлопчика Альфонса.
Добре знана своєю короткою стрижкою. Вона сама заявила, що ніколи не почувалася комфортно з довгим волоссям і що її коротка стрижка була способом обманути себе. Вона також додала, що почувається набагато краще з коротким волоссям і воно їй ідеально пасує.

## Виноски
1. ↑  Батьки дали їй ім'я Алессандра через її італійське походження, але співробітник відділу актів цивільного стану відмовив зареєструвати таке написання.